# Чемпионат Северной, Центральной Америки и Карибского бассейна по волейболу среди женщин 2019
25-й чемпионат Северной, Центральной Америки и Карибского бассейна (NORCECA) по волейболу среди женщин проходил с 8 по 13 октября 2019 года в Сан-Хуане (Пуэрто-Рико) с участием 8 национальных сборных команд. Чемпионский титул во 2-й раз в своей истории выиграла сборная Доминиканской Республики.

## Команды-участницы
Пуэрто-Рико — команда страны-организатора;
США, Доминиканская Республика, Канада, Куба, Мексика — по рейтингу NORCECA;
Коста-Рика — победитель розыгрыша Центральноамериканского Кубка 2018;
Тринидад и Тобаго — победитель Карибского чемпионата 2018.
Победитель Восточно-Карибского чемпионата 2018 сборная Сент-Люсии от участия в чемпионате Северной, Центральной Америки и Карибского бассейна 2019 отказалась.

## Система проведения чемпионата
8 команд-участниц на предварительном этапе были разбиты на две группы, в которых команды играли в один круг. Первичным критерием при распределении мест в группах служило общее количество побед, затем количество набранных очков, соотношение партий, соотношение игровых очков и, наконец, результаты личных встреч. За победу со счётом 3:0 начислялось 5 очков, за победу 3:1 — 4, 3:2 — 3 очка, за поражение 2:3 проигравший получал 2 очка, 1:3 — 1 и за поражение 0:3 очки не начислялись. Победители групп напрямую вышли в полуфинал плей-офф. Команды, занявшие в группах 2-е и 3-и места, вышли в четвертьфинал и в стыковых матчах определили ещё двух участников полуфинала. Полуфиналисты по системе с выбыванием определили призёров первенства. Проигравшие в 1/4-финала вместе с худшими командами в группах также по системе плей-офф разыграли итоговые 5—8-е места.

## Предварительный этап

### Группа А
| М | Команда     | 1   | 2   | 3   | 4   | И | В | П | С/П | О  |
| - | ----------- | --- | --- | --- | --- | - | - | - | --- | -- |
| 1 | Пуэрто-Рико |     | 3:0 | 3:0 | 3:0 | 3 | 3 | 0 | 9:0 | 15 |
| 2 | Канада      | 0:3 |     | 3:1 | 3:0 | 3 | 2 | 1 | 6:4 | 9  |
| 3 | Куба        | 0:3 | 1:3 |     | 3:0 | 3 | 1 | 2 | 4:6 | 6  |
| 4 | Коста-Рика  | 0:3 | 0:3 | 0:3 |     | 3 | 0 | 3 | 0:9 | 0  |

8 октября: Канада — Куба 3:1 (25:16, 22:25, 25:17, 25:14); Пуэрто-Рико — Коста-Рика 3:0 (25:8, 25:14, 25:13).
9 октября: Канада — Коста-Рика 3:0 (25:20, 25:8, 25:13); Пуэрто-Рико — Куба 3:0 (25:15, 25:9, 25:18).
10 октября: Куба — Коста-Рика 3:0 (25:17, 25:15, 25:16); Пуэрто-Рико — Канада 3:0 (25:23, 25:22, 25:18).

### Группа В
| М | Команда                  | 1   | 2   | 3   | 4   | И | В | П | С/П | О  |
| - | ------------------------ | --- | --- | --- | --- | - | - | - | --- | -- |
| 1 | США                      |     | 3:0 | 3:0 | 3:0 | 3 | 3 | 0 | 9:0 | 15 |
| 2 | Доминиканская Республика | 0:3 |     | 3:0 | 3:0 | 3 | 2 | 1 | 6:3 | 10 |
| 3 | Мексика                  | 0:3 | 0:3 |     | 3:0 | 3 | 1 | 2 | 3:6 | 5  |
| 4 | Тринидад и Тобаго        | 0:3 | 0:3 | 0:3 |     | 3 | 0 | 3 | 0:9 | 0  |

8 октября: США — Тринидад и Тобаго 3:0 (25:8, 25:7, 25:7); Доминиканская Республика — Мексика 3:0 (26:24, 25:11, 25:14).
9 октября: Доминиканская Республика — Тринидад и Тобаго 3:0 (25:7, 25:13, 25:9); США — Мексика 3:0 (25:8, 25:15, 25:14).
10 октября: Мексика — Тринидад и Тобаго 3:0 (25:14, 25:7, 25:10); США — Доминиканская Республика 3:0 (27:25, 25:17, 25:14).

## Плей-офф

### Четвертьфинал
11 октября
Доминиканская Республика — Куба 3:0 (25:18, 25:11, 25:20).
Канада — Мексика 3:1 (25:20, 29:31, 25:17, 25:20).

### Полуфинал за 5—8 места
12 октября
Мексика — Коста-Рика 3:0 (25:14, 25:11, 25:17).
Куба — Тринидад и Тобаго 3:0 (25:18, 25:20, 25:9).

### Полуфинал за 1—4 места
12 октября
США — Канада 3:0 (25:17, 25:16, 25:18).
Доминиканская Республика — Пуэрто-Рико 3:2 (19:25, 25:14, 26:24, 21:25, 15:8).

### Матч за 7-е место
13 октября
Коста-Рика — Тринидад и Тобаго 3:0 (25:19, 25:21, 25:19).

### Матч за 5-е место
13 октября
Мексика — Куба 3:1 (25:20, 25:20, 17:25, 25:22).

### Матч за 3-е место
13 октября
Канада — Пуэрто-Рико 3:0 (26:24, 25:13, 25:20).

### Финал
| 13 октября 2019 | \| Доминиканская Республика \| 3:2 norceca.net \| США \| \| Присилья Ривера (5) Джинейри Мартинес (6) Ниверка Марте Фрика (1) Бетания де ла Крус (19) Лисвель Эве Мехия (11) Брайелин Мартинес (24) Ларисмер Мартинес (либеро) Гайла Гонсалес (4) Йонкайра Пенья Аннерис Варгас (1) Камиль Домингес \| Голы \| Ханна Тэпп (2) Джордин Пултер (3) Кимберли Хилл (4) Тетори Диксон (7) Карста Лоу (7) Мишель Барч-Хакли (26) Джастин Вонг-Орантес (либеро) Андреа Дрюз (12) Халей Уошингтон (8) Келси Робинсон (13) \| | Сан-Хуан «Roberto Clemente Coliseum» 2500 зрителей |
| Счёт по партиям — 25:19, 25:23, 15:25, 20:25, 15:9. Время матча — 2 часа 10 минут. Судьи: Татьяна Вильялобос Варгас, Хайме Мальдонадо.                                                                                                  | | |
| Доминиканская Республика | 3:2 norceca.net | США |
| Присилья Ривера (5) Джинейри Мартинес (6) Ниверка Марте Фрика (1) Бетания де ла Крус (19) Лисвель Эве Мехия (11) Брайелин Мартинес (24) Ларисмер Мартинес (либеро) Гайла Гонсалес (4) Йонкайра Пенья Аннерис Варгас (1) Камиль Домингес | Голы | Ханна Тэпп (2) Джордин Пултер (3) Кимберли Хилл (4) Тетори Диксон (7) Карста Лоу (7) Мишель Барч-Хакли (26) Джастин Вонг-Орантес (либеро) Андреа Дрюз (12) Халей Уошингтон (8) Келси Робинсон (13) |

## Итоги

### Положение команд
| Доминиканская Республика |
| США                      |
| Канада                   |
| 4. Пуэрто-Рико           |
| 5. Мексика               |
| 6. Куба                  |
| 7. Коста-Рика            |
| 8. Тринидад и Тобаго     |

### Призёры
Доминиканская Республика: Аннерис Варгас Вальдес, Янейрис Родригес Дуран, Лисвель Эве Мехия, Камиль Домингес Мартинес, Ниверка Марте Фрика, Кандида Ариас Перес, Присилья Ривера Бренс, Йонкайра Пенья Исабель, Джина Мамбру Касилья, Бетания де ла Крус де Пенья, Брайелин Мартинес, Джинейри Мартинес, Гайла Гонсалес Лопес, Ларисмер Мартинес Каро. Тренер — Маркос Квик.
  США: Джордин Поултер, Джастин Вонг-Орантес, Тетори Диксон, Лорен Карлини, Джордан Ларсон, Андреа Дрюс, Мишель Барч-Хакли, Кимберли Хилл, Меган Кортни, Ханна Тэпп, Хейли Вашингтон, Келси Робинсон, Чиака Огбогу, Карста Лоу. Тренер — Карч Кирай.
  Канада: Джессика Найлз, Кьера ван Райк, Кайла Ричи, Даниэль Смит, Алисия Огомс, Алекса Грэй, Дженнифер Кросс, Брай Кинг, Хиллари Хоу, Шайна Джозеф, Кристен Монкс, Мари-Алекс Беланже, Алисия Перрен, Эмили Мальо. Тренер — Бенджамин Джозефсон.

### Индивидуальные призы
| - MVP Брайелин Мартинес - Лучшие нападающие-доигровщики Кимберли Хилл Алекса Грэй - Лучшие центральные блокирующие Нейра Ортис Тетори Диксон - Лучшая связующая Джордин Поултер - Лучшая диагональная нападающая Карста Лоу | - Лучшая либеро Мария Хосе Кастро - Лучшая на подаче Бетания де ла Крус - Лучшая на приёме Шара Венегас - Лучшая в защите Джастин Вонг-Орантес - Самая результативная Андреа Ранхель |